# Torrejón de Ardoz Air Base
Torrejón de Ardoz Air Base är en flygbas i Spanien.   Den ligger i provinsen Provincia de Madrid och regionen Madrid, i den centrala delen av landet, 21 km öster om huvudstaden Madrid. Torrejón de Ardoz Air Base ligger 599 meter över havet.
Terrängen runt Torrejón de Ardoz Air Base är platt. Runt Torrejón de Ardoz Air Base är det mycket tätbefolkat, med 1 177 invånare per kvadratkilometer. Närmaste större samhälle är Torrejón de Ardoz, 3,1 km söder om Torrejón de Ardoz Air Base. Trakten runt Torrejón de Ardoz Air Base består till största delen av jordbruksmark.